# Ni no Kuni: Der Fluch der Weißen Königin
Das Videospiel Ni no Kuni: Der Fluch der Weißen Königin (japanischer Originaltitel 二ノ国 白き聖灰の女王, Ni no Kuni: Shiroki Seihai no Joō, wörtlich etwa „Das zweite Land: Die Königin der weißen heiligen Asche“) ist ein Rollenspiel, das von Level-5 in Zusammenarbeit mit Studio Ghibli für die PlayStation-3-Konsole entwickelt und Ende 2011 in Japan veröffentlicht wurde. In Europa wurde es Anfang 2013 von Bandai Namco Games auf den Markt gebracht. Eine Version für die Handheld-Konsole Nintendo DS erschien bereits Ende 2010 nur für den japanischen Markt unter dem Titel Ni no Kuni: Shikkoku no Madōshi (二ノ国 漆黒の魔導士, „Das zweite Land: Der pechschwarze Zauberer“).
Erzählt werden die Abenteuer eines Jungen namens Oliver, der nach dem tragischen Tod seiner Mutter zwischen der realen Welt und einer magischen Parallelwelt hin und her wechseln kann. Das Spiel wurde von der Kritik durchweg positiv aufgenommen.

## Handlung
Der 13-jährige Oliver wächst alleine bei seiner liebevollen Mutter Ally in der fiktiven amerikanischen Kleinstadt Motorville auf. Sein Hobby, das er mit seinem besten Freund Philip teilt, sind mechanische Basteleien und das Konstruieren technischer Geräte. Eines Nachts schleicht er sich heimlich aus dem Haus, um ein von den beiden gebautes motorisiertes Fahrzeug auszuprobieren. Dabei kommt es zu einem Unfall, bei dem Oliver zu ertrinken droht, aber von seiner Mutter gerettet wird, die durch einen Albtraum aufgewacht und ihrem Sohn gefolgt ist. Oliver selbst ist wohlauf, aber seine Mutter erleidet einen Herzanfall, an dem sie bald darauf stirbt.
Drei Tage später, in denen sich der untröstliche Junge weigert sein Zimmer zu verlassen, erwacht dort, benetzt von seinen Tränen, eine Puppe zum Leben, die ihm als kleines Kind von seiner Mutter geschenkt wurde, und stellt sich ihm als Tröpfchen, großer Großfürst der Feen (シズク Shizuku), vor. Tröpfchen erzählt von einer Parallelwelt, der anderen Welt, deren Bewohner durch Seelenverwandtschaft mit den Menschen in Olivers Welt verbunden sind, aber durch den Dunklen Dschinn Shadar bedroht werden. Oliver selbst sei der Reinherzige, dessen Bestimmung es ist, die andere Welt zu retten. Aber erst als Tröpfchen ihm von der Großen Weisen Alice berichtet, die von Shadar gefangen genommen wurde, und anhand eines Fotos Olivers Mutter als deren Seelenverwandte erkennt, folgt ihm der Junge bereitwillig in die andere Welt, in der Hoffnung, Shadar zu besiegen und dadurch seine Mutter retten zu können.
In der anderen Welt angekommen, gibt Tröpfchen Oliver den Rat, die Großen Weisen aufzusuchen, mächtige Magierinnen und Magier, die ihm wichtige Fähigkeiten lehren könnten, ohne die er auch als der auserwählte Retter gegen Shadar keine Chance hätte. Viele Bewohner der anderen Welt leiden darunter, dass ihnen Shadar Teile ihrer Herzen (jap. kokoro, das neben Herz auch die Bedeutungen „Seele, Geist, Gefühle, Verstand“ hat) gestohlen hat, und sie deshalb nun beispielsweise antriebslos, depressiv, verbittert oder völlig apathisch sind. Aber Oliver besitzt als der Reinherzige die Gabe ihre Herzen zu heilen,
so auch bei Esther (マル Maru), der Tochter eines Großen Weisen, und bei Sven (ジャイロ Jairo), einem ehemaligen Dieb, die daraufhin beide den Jungen begleiten.
Oliver wird bei allen seinen Aktionen von der Weißen Königin Kassiopeia überwacht, die zusammen mit ihrem Rat der Zwölf – den sogenannten Zodiarchen, die das Schicksal der Welt bestimmen – in einem der Welt entrückten Schloss im Himmel residiert. Shadar hatte freiwillig die Aufgabe als Vollstrecker der Weißen Königin übernommen und versucht Oliver aufzuhalten, wobei er zunächst die Fähigkeiten des Jungen völlig unterschätzt und deshalb bei der Weißen Königin und ihrem Rat in Ungnade fällt. Shadar selbst ist nur durch einen speziellen Zauberstab, den Morgenstern, verwundbar, den er jedoch bereits zerstört hat. Oliver bekommt von zwei Seiten unerwartete Hilfe: Zum einen in Motorville von einem kleinen Mädchen namens Pia (ココル Kokoru) mit speziellen magischen Fähigkeiten, das nur von Oliver gesehen werden kann, und zum anderen von Gallus, einem Ratsmitglied der Weißen Königin. Gallus schickt Olivers Gruppe in die Vergangenheit, damit sie dort den noch intakten Morgenstern beschaffen können.
Von einem Handlanger Shadars erfährt Oliver, wie die Konfrontation zwischen dem Dunklen Dschinn und der Großen Weisen Alice tatsächlich verlaufen ist: Die Magierin konnte Shadar weder zum Guten bekehren noch besiegen, da er seinen eigenen Seelenverwandten beseitigt hatte. Sie wurde allerdings nicht von ihm gefangen genommen, sondern ist in die reale Welt gereist, hat dort Oliver geboren und als einen normalen Jungen aufgezogen. Sie ist also nicht die Seelenverwandte seiner Mutter, sondern sie war seine leibliche Mutter und ist gestorben. Der Junge ist zunächst völlig verzweifelt, aber Pia erscheint ihm im Traum und erinnert ihn daran, wie vielen Menschen er bereits geholfen hat, wodurch Oliver wieder Mut fasst. Bei der finalen Konfrontation mit dem Dunklen Dschinn erkennt Oliver nun, dass er der wiedergeborene Seelenverwandte Shadars ist und bekämpft ihn mit der Hilfe seiner Freunde, obwohl er weiß, dass er selbst sterben wird, wenn Shadar stirbt. Nach Olivers Sieg wird er deshalb zusammen mit seinem Seelenverwandten in eine Art Zwischenwelt gerissen, wo Shadar – letztlich doch noch zum Guten bekehrt – Oliver rettet, indem er die Verbindung zwischen den beiden löst.
Nach den Feierlichkeiten zu Olivers Sieg über Shadar will der Junge in seine eigene Welt zurückkehren, als plötzlich eine Art weißer Asche vom Himmel fällt: Die Weiße Königin will nun persönlich die Welt vernichten und wirkt den mächtigen Zauber Manna, der die Bewohner der Städte in zombieartige Monster verwandelt. Wieder bekommt Oliver Hilfe von Pia in Motorville, die ihm unter Tränen gesteht, dass sie selbst an allem schuld sei und ihn deshalb in die andere Welt begleitet, um ihre Fehler wiedergutzumachen. Dort stellt sich heraus, dass das kleine Mädchen einen noch stärkeren Zauber als Manna beherrscht, mit dessen Hilfe es gelingt, nach und nach die Bewohner vom Fluch der Weißen Königin zu befreien. Dabei kommt auch Kassiopeias Vorgeschichte ans Licht: Nach dem frühen Tod ihres Vaters, des Magierkönigs, musste sie bereits als kleines Mädchen seine Nachfolge antreten. Die eigentliche Herrschaft übte allerdings der Rat der Zwölf aus, der sie als Schattenkönigin nahezu entmachtete. Kassiopeia wollte dem Volk, das dabei unter Hunger und Krieg litt, mit einem mächtigen Zauber helfen, aber tötete dadurch unbeabsichtigt alle Menschen, auch den Rat der Zwölf. In den folgenden Jahrtausenden der Einsamkeit und Verzweiflung erschuf sie in ihrem Geist wieder Lebewesen und auch die zwölf Zodiarchen. In einem ewigen Kreislauf zerstört sie nun die Welt und erschafft sie neu nach ihrem Gutdünken. Pia ist die Inkarnation des guten und unschuldigen Teils ihres Ichs.
Als Oliver und seine Gefährten zur finalen Konfrontation mit der Weißen Königin aufbrechen, bekommen sie abermals Unterstützung von dem Ratsmitglied Gallus, der sich als Geist von Kassiopeias Vater offenbart und seiner Tochter helfen will. Die Gruppe kann zur Weißen Königin vordringen und sie in einem Kampf besiegen. Kassiopeia und Pia verschmelzen wieder miteinander und die zum Guten bekehrte Herrscherin hilft Oliver die Zodiarchen zu vernichten, die als aus ihrem Geist erschaffene Wesen nun einen eigenen Willen entwickelt haben. Nach dem Kampf fasst die Königin den Entschluss, ihr Schloss zu einem fröhlichen Ort voller Blumen zu machen, den alle Menschen gerne besuchen. Als Oliver nach Motorville zurückkehrt, stellt er fest, dass er gelernt hat, auch ohne seine Mutter zurechtzukommen, sie aber stets in seinem Herzen behalten wird.

## Spielprinzip

### Spielwelt
Wie bei vielen Computer-Rollenspielen besteht die Spielwelt einerseits aus Städten und Dörfern, in denen der Spieler in Läden einkaufen und damit seine Ausrüstung verbessern kann, und andererseits aus sogenannten Dungeons wie dunklen Wäldern, Höhlen und Verliesen. In diesen im Spiel gefährliche Orte genannten, meist labyrinthartigen Abschnitten besteht das Spielziel darin, sich zu einem Endgegner vorzukämpfen und diesen zu besiegen. Verbunden werden diese Abschnitte durch eine Weltansicht, in der die Spielfigur aus der Vogelperspektive gezeigt wird, zu ihrem nächsten Ziel gesteuert werden muss und dabei ebenfalls auf Gegner trifft. In Städten und Dungeons folgt die Kamera der Spielfigur in der Third-Person-Perspektive, allerdings kann sich der Spieler dort auch in der Egoperspektive umsehen.

### Spielfiguren
Der Hauptcharakter Oliver trifft bald nach Beginn der Handlung auf zwei weitere Personen, Esther und Sven, die ihn im Kampf unterstützen. Gegen Ende des Spiels stößt eine weitere Person zu der Gruppe hinzu. Außerdem existieren, ähnlich wie in den bekannten Pokémon-Rollenspielen, zahlreiche Monster, die Oliver entweder im Laufe der Handlung erhält oder nach dem Besiegen gezähmt und eingefangen werden können. Diese Monster, im Spiel Vertraute genannt, können im Kampf eingesetzt werden, ähnlich wie die menschlichen Spielfiguren, von denen jede bis zu drei Vertraute in den Kampf führen kann. Drei zusätzliche Vertraute können in Reserve mitgeführt werden, die übrigen werden in sogenannten Schlupflöchern aufbewahrt, wodurch der Spieler bis zu 400 Monster gleichzeitig in Besitz halten kann.
Oliver wird zudem von dem kleinen Fabelwesen Tröpfchen begleitet, der zwar nicht aktiv in das Spielgeschehen eingreift, aber den Spieler in die Spielwelt einführt und im Dialog Hinweise auf das mögliche weitere Vorgehen gibt.

### Kampf
Ein Kampf beginnt, wenn die Spielfigur in der Weltansicht oder in einem Dungeon einen der sichtbar umherwandernden Gegner berührt, und wird in einem eigenen Kampfbildschirm präsentiert, der eine dreidimensionale Ansicht des Geschehens zeigt. Durch Befehle wie physische Angriffe oder Verwendung von Magie können die menschlichen Spielfiguren oder ihre Vertrauten dort angewiesen werden, die Gegner zu bekämpfen, und erhalten nach dem Sieg Erfahrungspunkte, Gegenstände und Geld. Wurden auf diese Weise genügend Erfahrungspunkte gesammelt, steigen die Spielfiguren in ihrer Stufe auf, wobei bei den mitkämpfenden Monstern ab gewissen Stufenwerten eine Evolution in eine mächtigere Form stattfinden kann.

### Weitere Elemente
Eine wichtige Thematik im Spiel sind Emotionen, was sich nicht nur in der Handlung zeigt, sondern auch in das Spielprinzip integriert ist. Oliver besitzt eine Phiole, in der er Gefühle von Nichtspielercharakteren sammeln kann, die diese mit ihm teilen wollen. Diese Emotionen können an andere weitergegeben werden: So kann der Spieler beispielsweise mit dem von einer Person erhaltenen überschüssigen Enthusiasmus jemand anderem helfen, der antriebslos oder depressiv ist. Es existieren im Spiel acht verschiedene Arten von Emotionen, die auf diese Weise verteilt werden können. Mitunter treten bei diesem Emotionensystem weitere Komplikationen auf: So haben manche Personen, denen ein Teil ihres Herzens gestohlen wurde, ihr Herz verschlossen, um es vor weiteren Verletzungen zu schützen. In diesem Fall muss der Spieler zuerst dem Seelenverwandten dieser Person helfen und kann dann erst deren Herz heilen. Außerdem sind Charaktere, denen eine Emotion geraubt wurde, anfällig für Albträume, die zunächst in einem Kampf besiegt werden müssen, bevor die Person die Emotion empfangen kann.
Ein weiteres Motiv ist Zauberei: Oliver wird auf seinen Reisen zu einem immer besseren Magier, wobei die erlernten Zaubersprüche nicht nur im Kampf eingesetzt werden können, sondern auch dazu, um Rätsel zu lösen oder anderen Spielfiguren zu helfen. Dem Spieler steht dazu ein umfangreiches Buch zur Verfügung, der Magische Begleiter, das jedoch nicht nur Zaubersprüche, sondern auch zahlreiche Hintergrundinformationen über die Spielwelt und ihre Bewohner bereithält.

## Entwicklung
Die Grafik und Animation von Ni no Kuni stammen von Studio Ghibli und folgen dessen charakteristischem Stil. Die Animationsregie hatte Yoshiyuki Momose inne, der bereits an Filmen wie Die letzten Glühwürmchen und Pom Poko beteiligt war. Dabei wird die Handlung zum Teil in handgezeichneten zweidimensionalen Einspielszenen und teilweise in der dreidimensionalen Spielgrafik selbst weitererzählt. Durch Verwendung der Cel-Shading-Darstellung bei Letzterer ergibt sich ein einheitlicher Grafikstil.
Die Musik des Spiels wurde von Joe Hisaishi komponiert und unter seiner Leitung vom Tokyo Philharmonic Orchestra eingespielt. Der Titelsong Kokoro no Kakera wurde in der Originalversion von Hisaishis Tochter Mai Fujisawa und in der englischen Version Pieces of a Broken Heart von Archie Buchanan interpretiert. Hisaishis Soundtrack wird in einer Rezension als seine beste Arbeit seit seiner Filmmusik zu Chihiros Reise ins Zauberland bezeichnet.

## Rezeption und Verkaufszahlen
Von der Kritik wurde Ni no Kuni positiv bis sehr positiv aufgenommen: Laut Metacritic erzielt es bei 89 ausgewerteten Rezensionen das Gesamtergebnis 85 von 100. Gelobt wurden vor allem der Grafik- und Animationsstil von Studio Ghibli, der Spielumfang sowie die Handlung. Teilweise kritisiert wurde die Spielmechanik des Kampfsystems und Stufenaufstiegs, die einige frustrierende Momente bereithalten kann.
Bis zum heutigen Tag (Stand: 4. Juli 2014) wurden weltweit etwa 1,4 Millionen Exemplare des Spiels verkauft, davon ungefähr 452.000 in Europa. In Großbritannien war es in der Woche, in der es veröffentlicht wurde, das meistverkaufte Spiel noch vor FIFA 13 und Call of Duty: Black Ops II.
Auszeichnungen
- Video Game Awards 2013 (VGX)[13]
  - Best RPG

## Fortsetzung
Auf der PlayStation Experience 2015 wurde der Nachfolger Ni no Kuni II: Schicksal eines Königreichs (englischer Untertitel: Revenant Kingdom) offiziell angekündigt. Das Rollenspiel wurde erneut von Level-5 entwickelt, Studio Ghibli war jedoch nicht mehr in die Entwicklung involviert, allerdings sind mehrere Mitarbeiter des Animationsstudios beteiligt. Nach mehreren Verschiebungen erschien Ni no Kuni II am 23. März 2018 für PlayStation 4 und Microsoft Windows.